# Abdul Samad Dawood

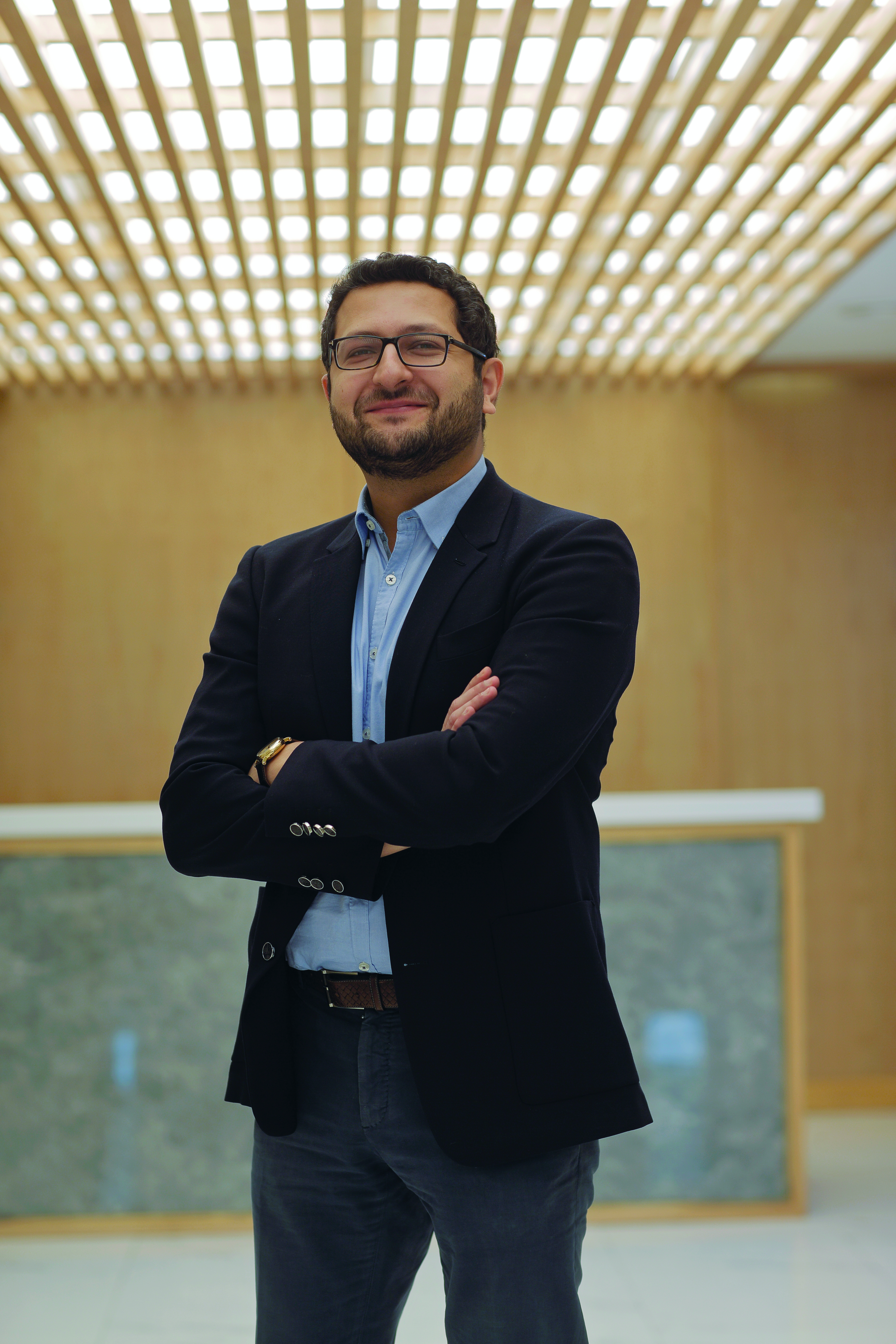
Abdul Samad Dawood

Abdul Samad Dawood (Urdu عبدالصمد داؤد) (* 1983) ist ein pakistanischer Unternehmer. Er ist der stellvertretende Vorsitzende des Vorstands der Dawood Hercules Corporation. Abdul Samad Dawood repräsentiert die dritte Generation der Eigentümerfamilie der Dawood Gruppe.

## Leben und Ausbildung
Dawood studierte Wirtschaftswissenschaften am University College London und erwarb einen Bachelor-Abschluss. Dawood ist zertifiziert für Unternehmensführung durch das Pakistan Institute of Corporate Governance.

## Karriere
Dawood leitet und verwaltet seit 2002 einige der Familien-Unternehmen. So ist er stellvertretender Vorsitzender des Vorstands der Dawood Hercules Corporation, der Holding der Engro Corporation, und Vorstands-Vorsitzender des Investmentunternehmens Cyan.
Seit 2015 ist Dawood auch Vorsitzender des Vorstands von FrieslandCampina Engro Pakistan, ehemals Engro Foods; er blieb weiterhin Vorsitzender, nachdem die Engro Corporation ihren Mehrheitsanteil an das niederländisch-multinationale FrieslandCampina verkaufte.
Dawood ist außerdem als Direktor in verschiedenen Geschäfts- und gemeinnützigen Unternehmen tätig. 2009 wurde er Mitglied des Vorstands der Engro Corporation.
Dawood ist Stiftungsmitglied (Trustee) der Familienstiftung, der Dawood Foundation (TDF), Mitglied des Vorstands der Karachi School of Business & Leadership und Direktor in den Vorständen des Pakistan Business Councils, der Khaadi Corporation und von Dawood Lawrencepur.
Dawood war auch Geschäftsführer der Dawood Hercules Corporation, von Cyan und von 2018 bis 2021 stellvertretender Vorsitzender des Vorstands der Engro Corporation. Dawood 2023 wurde als Mitglied des „Industry Advisory Council“ ausgewählt, um die Übergangsregierung zu beraten.

## Privates
Dawood ist der jüngste Sohn von Hussain Dawood. Im Juni 2023 kamen Dawoods Bruder Shahzada und sein Neffe, Suleman, zusammen mit drei weiteren Personen ums Leben, als das Tauchboot Titan während einer Touristenexpedition zur Besichtigung des Wracks der Titanic implodierte.